# Saison 1964-1965 de la Juventus FC
Maillots
Chronologie
Saison précédente Saison suivante
La saison 1964-1965 de la Juventus Football Club est la soixante-deuxième de l'histoire du club, créé soixante-huit ans plus tôt en 1897.
L'équipe de la ville de Turin prend part ici lors de cette saison à la 63e édition du championnat d'Italie (34e de Serie A), à la 17e édition de la Coupe d'Italie (en italien Coppa Italia), ainsi qu'à la 7e édition de la Coupe des villes de foires.

## Historique
Auteurs d'une saison en demi-teinte, les piémontais, présidés par Vittore Catella, entendent cette bien se faire justice et enfin remporter un nouveau titre.
Tout d'abord, l'entraîneur par intérim lors de la dernière partie de saison précédente, Eraldo Monzeglio, laisse le relais au paraguayen Heriberto Herrera, qui remporta quelques succès en Espagne. Réputé pour son fort caractère, son obstination et son inflexibilité, Herrera dit HH2 change totalement les méthodes d'entraînement, désormais beaucoup plus physiques et fatigants, quitte à se faire peu aimer des joueurs.
Pour son mercato, la Juventus fait l'acquisition de seulement deux joueurs pour se renforcer, comme le défenseur Alberto Coramini, ainsi que l'attaquant franco-argentin Néstor Combín (pour sa première expérience en Italie après avoir fait les beaux jours de l'Olympique lyonnais).
Heriberto Herrera fait donc confiance à l'effectif déjà en place, et débute avec son nouveau club la compétition avec la Coppa Italia au début du mois de septembre.

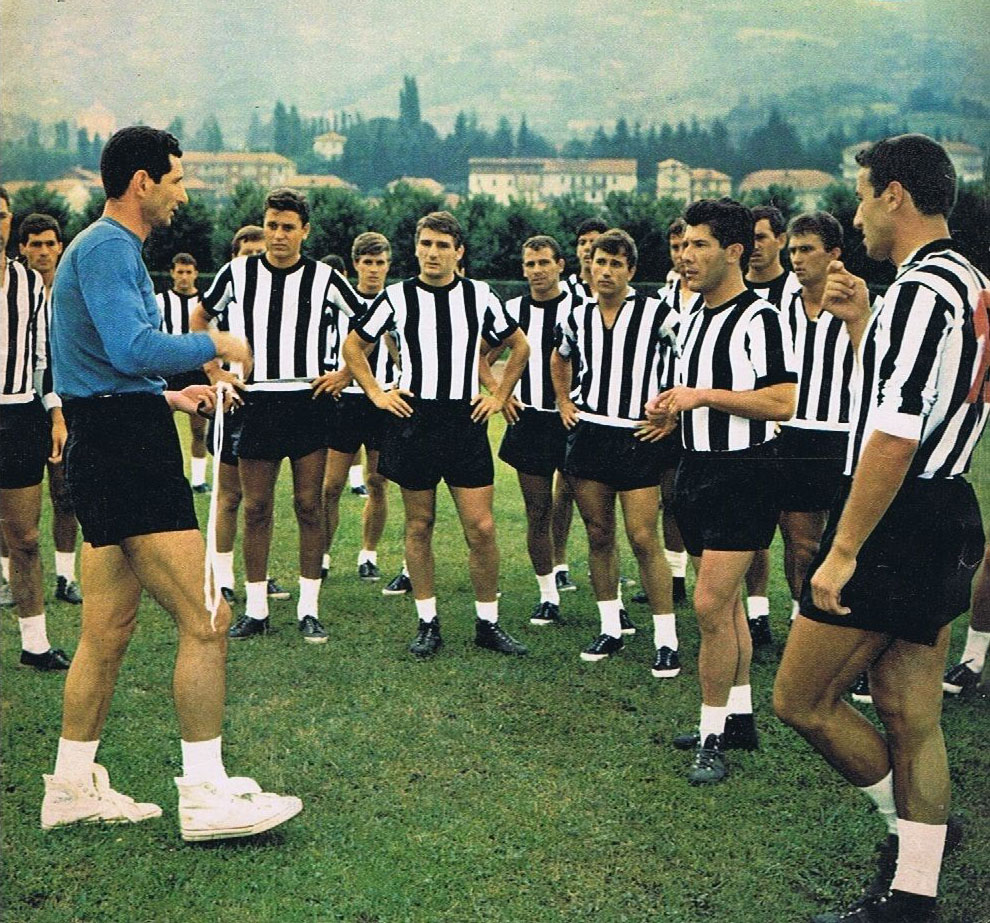
Le nouvel entraîneur Heriberto Herrera (gauche) avec l'équipe lors d'une séance de formation à l'été 1964.

Le premier tour de la coupe est un déplacement pour la Juve, qui se rend sur le terrain d'Alexandrie le dimanche 6 septembre 1964, avec à la clé une victoire 2 buts à 1 (Menichelli et Stacchini comme buteurs juventini). Le tour suivant voit ensuite le club du Piémont s'imposer sur le plus petit des scores à domicile contre Brescia grâce à Del Sol. Le 8e-de-finale voit la Juventus et le modeste club de Lecco ne se séparer qu'à la suite des prolongations avec finalement un succès 2 buts à rien (grâce aux buts sur la fin de Sívori et Del Sol). Pour le quatrième match du tournoi, le club et Bologne ne parviennent pas à se départager, et c'est finalement après un score vierge que la Vieille Dame qui parvient à remporter la rencontre aux tirs au but (4 buts à 3). En demi-finale, la Juve continue son parcours difficile en se retrouvant opposée à son rival historique, le Torino, dans un derby della Mole qui finit à l'avantage de la Madama qui s'impose de justesse un but à zéro à la suite d'une réalisation de Menichelli. La Juve, qui n'a pour l'instant jamais perdue une finale de coupe, se voit être à nouveau opposée à un rival, l'Inter, et c'est à l'image de son parcours, très compliqué, qu'elle réussit à remporter la partie grâce à l'unique but de Menichelli (qui finit avec 3 buts meilleur buteur de la compétition) au Stadio Olimpico de Rome.
La Juventus FC remporte donc là la 5e Coupe d'Italie de son histoire, symbolique cette fois car il s'agit du premier titre du club de l'ère post-Trio magique, et du premier trophée d'Heriberto Herrera.
Mais le principal rendez-vous de la Vecchia Signora reste cette année la Serie A, qui joue sa première partie le 13 septembre contre Messine (score final 1-1 avec une réalisation juventina de Menichelli), mais ne gagne son premier match qu'au bout de la 4e journée à la suite d'un succès 1 à 0 contre Mantoue toujours grâce à Menichelli. La Juventus se retrouve ensuite en difficulté, alternant succès et désillusions, avec rarement plus d'un but par match. Le 22 novembre a lieu notamment le derby della Mole qui voit le Torino se faire battre par 3 buts à rien (buts de Stacchini, Da Costa et Menichelli pour la Juve).

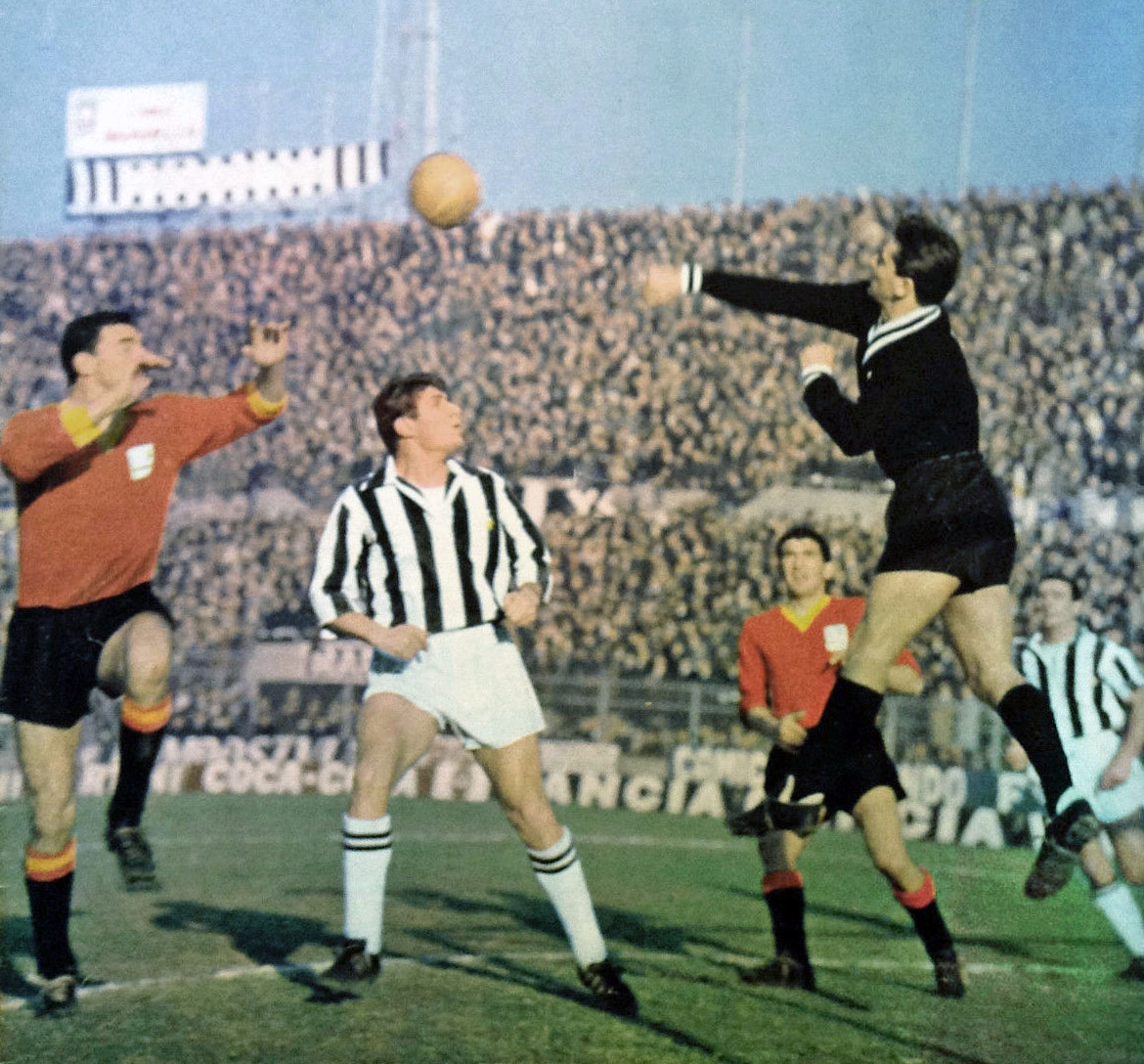
Le gardien Roberto Anzolin repousse une attaque de Messine dans le victorieuse match du 24 janvier 1965 au stade communal de Turin (1-0).

Cette année a lieu le 22 décembre 1964 l'élection du Ballon d'or 1964, dans lequel figure au classement final tous les ans depuis 7 ans au moins un joueur bianconero. Au cours de cette édition, le franco-argentin Néstor Combín et Omar Sívori finissent 19e avec un vote chacun.
Il s'ensuit quatre matchs nuls d'affilée, série arrêtée par un succès bianconero sur le plus petit des scores face à Foggia (but de Combín sur penalty) pour la première rencontre de l'année 1965, le premier d'une nouvelle série, mais cette fois de 4 victoires consécutives. Le 7 février, l'équipe piémontaise s'impose facilement sur un large score de 4-1 contre Catane (but de Da Costa et triplé de Menichelli), puis un mois plus tard écrase chez elle 7 buts à zéro le Genoa pour sa plus grosse victoire depuis la saison 1960-61 (avec des buts de Dell'Omodarme, Stacchini (doublé), Leoncini, Menichelli sur penalty, Del Sol et Da Costa). Mais à la suite de ce large succès, la Vieille Dame ne parvient pas à concrétiser et à inscrire une série de succès dans la durée, enchaînant victoires puis défaites, et ce jusqu'à la fin de la saison. Pour le dernier match comptant pour la 34e journée, les turinois finissent tout de même joliment bien leur saison en s'imposant 3 buts à 1 contre le Lanerossi Vicence (réalisations de Combín, Da Costa et Salvadore), le 6 juin.
Sa saison en demi-teinte ne fait finalement terminer le club qu'à la 4e place du classement, avec 41 points (15 victoires pour 11 nuls et 8 défaites), à 13 points de l'Inter (alors dans une des plus formidables périodes victorieuses de son histoire, surnommée la période de la Grande Inter).

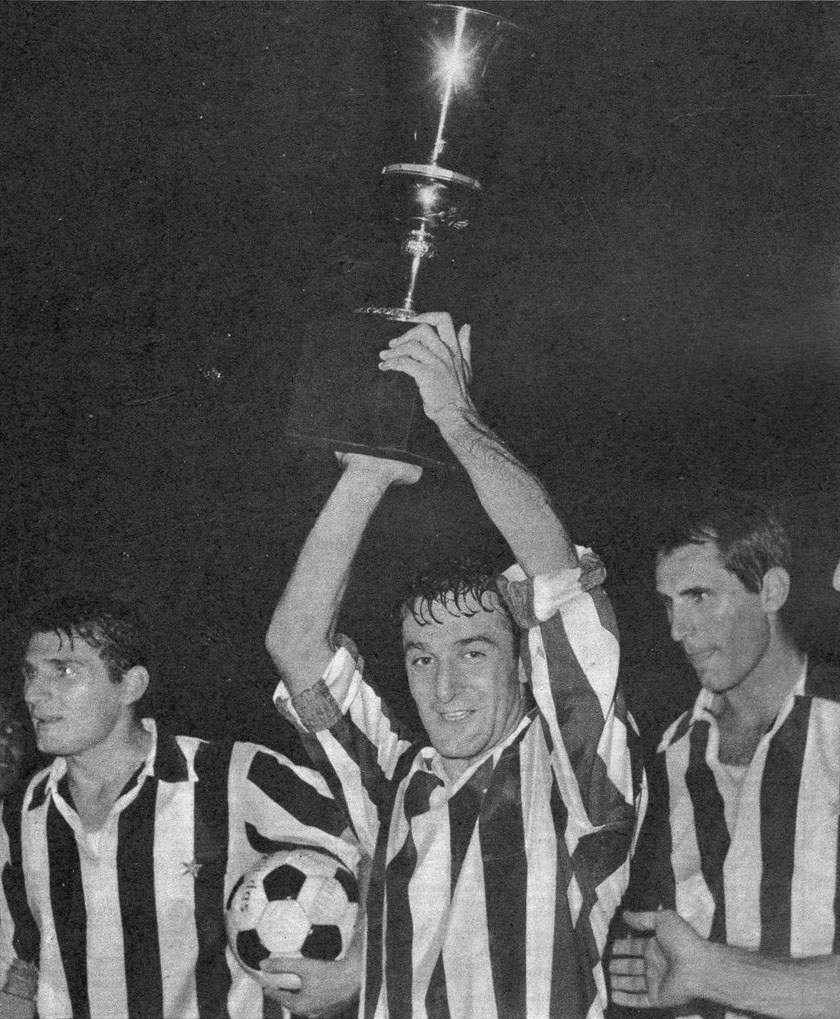
Leoncini, Menichelli et Bercellino I avec le trophée de la Coupe d'Italie, après la victoire finale au stade olympique de Rome contre l'Inter Milan (1-0), 29 août 1965.

Cette saison est également l'occasion pour les zèbres de prouver ce qu'ils valent en Europe avec la Coupe des villes de foires 1964-1965, où en 32e-de-finale, ils se retrouvent face aux Belges de la Royale Union Saint-Gilloise qu'ils éliminent 1-0 à l'aller puis le même score au retour (avec respectivement Combín et Menichelli comme buteurs). Au tour suivant, la Juve se retrouve opposée aux parisiens du Stade français, et parvient, à la suite du score vierge de l'aller, à remporter le match au Stadio Comunale au retour, un but à rien grâce à Da Costa. Les 17 février et 10 mars ont lieu les matchs contre le club bulgare du Lokomotiv Plovdiv (1-1 à l'aller et au retour avec des buts de Menichelli et Mazzia pour la Juventus). Le match d'appui voit finalement le club bianconero s'imposer après le temps réglementaire 2-0 avec un doublé de Sívori. Le tour suivant voit les italiens se retrouver comme la saison précédente aux madrilènes de l'Atlético Madrid qui les battent tout d'abord par 3 buts à 1 (malgré un but de Sívori). À Turin, la Juventus leur fait au retour subir le même sort (buts de Menichelli, de Glaría contre son camp et de Bercellino) au retour, puis au match de barrage (buts de Stacchini, Calleja contre son camp et de Salvadore). Atteignant donc pour la première fois de son histoire ce stade de la compétition, la Juventus retrouve en finale les Hongrois de Ferencváros le 23 juin. Ils finissent par perdre la partie par 1 à 0 devant 30 000 spectateurs, échouant aux portes d'un premier vrai titre continental.
Cette saison ayant vu naître un nouveau buteur en la personne de Giampaolo Menichelli (17 buts toutes compétitions confondues) vit également le départ pour Naples d'une des plus grandes légendes juventine, Omar Sívori, quittant le club après 174 buts inscrits en 8 saisons (qui était resté le dernier survivant de la période dorée du « Trio magique »). Il quitte le club pour cause d'incompréhensions avec Heriberto Herrera, ayant dû faire trop de concessions sur le terrain, tandis que le travail d'Herrera (surnommé HH2), lui, porta ses fruits. Son système tactique appelé le movimiento basé sur un jeu toujours en mouvement fut un des précurseurs du futur « football total » pratiqué dans les années 1970 par les néerlandais de l'Ajax.
Avec un titre remporté (le premier depuis 4 saisons), la Juventus Football Club peut espérer de jours meilleurs mais dispose désormais d'une bonne base solide pour la suite.

## Déroulement de la saison

### Résultats en championnat
- Phase aller

| dimanche 13 septembre 1964 1re journée | Messine     | 1 - 1 | Juventus       | Stadio Giovanni Celeste, Messine 15h30 Arbitre : Rigato |
| dimanche 13 septembre 1964 1re journée | Bagatti 16e |       | 62e Menichelli | Stadio Giovanni Celeste, Messine 15h30 Arbitre : Rigato |

| dimanche 20 septembre 1964 2e journée | Juventus | 0 - 0 | Cagliari | Stadio Comunale, Turin 15h30 Arbitre : De Robbio |
| dimanche 20 septembre 1964 2e journée |          |       |          | Stadio Comunale, Turin 15h30 Arbitre : De Robbio |

| dimanche 27 septembre 1964 3e journée | Catane                                      | 3 - 1 | Juventus     | Stadio Cibali, Catane 15h30 Arbitre : Di Bella |
| dimanche 27 septembre 1964 3e journée | Danova 3e · Calvanese 59e · Rambaldelli 84e |       | 74e Da Costa | Stadio Cibali, Catane 15h30 Arbitre : Di Bella |

| dimanche 4 octobre 1964 4e journée | Juventus       | 1 - 0 | Mantoue | Stadio Comunale, Turin 15h00 Arbitre : Angonese |
| dimanche 4 octobre 1964 4e journée | Menichelli 21e |       |         | Stadio Comunale, Turin 15h00 Arbitre : Angonese |

| dimanche 11 octobre 1964 5e journée | Atalanta | 0 - 0 | Juventus | Stadio Atleti Azzurri d'Italia, Bergame 15h00 Arbitre : Sbardella |
| dimanche 11 octobre 1964 5e journée |          |       |          | Stadio Atleti Azzurri d'Italia, Bergame 15h00 Arbitre : Sbardella |

| dimanche 18 octobre 1964 6e journée | Juventus       | 1 - 0 | Bologne | Stadio Comunale, Turin 15h00 Arbitre : Francescon |
| dimanche 18 octobre 1964 6e journée | Bercellino 22e |       |         | Stadio Comunale, Turin 15h00 Arbitre : Francescon |

| dimanche 25 octobre 1964 7e journée | Genoa | 0 - 1      | Juventus | Stade Luigi-Ferraris, Gênes 14h30 Arbitre : Righi |
| dimanche 25 octobre 1964 7e journée |       | 54e Combín |          | Stade Luigi-Ferraris, Gênes 14h30 Arbitre : Righi |

| dimanche 8 novembre 1964 8e journée | Fiorentina  | 1 - 0 | Juventus | Stadio Comunale, Florence 14h30 Arbitre : D'Agostini |
| dimanche 8 novembre 1964 8e journée | Maschio 62e |       |          | Stadio Comunale, Florence 14h30 Arbitre : D'Agostini |

| dimanche 15 novembre 1964 9e journée | Juventus                           | 2 - 0 | Sampdoria | Stadio Comunale, Turin 14h30 Arbitre : Varazzani |
| dimanche 15 novembre 1964 9e journée | Bercellino 39e · Combín 78e (pen.) |       |           | Stadio Comunale, Turin 14h30 Arbitre : Varazzani |

| dimanche 22 novembre 1964 10e journée | Torino | 0 - 3                                         | Juventus | Stadio Comunale, Turin 14h30 45 000 spectateurs Arbitre : Sbardella |
| dimanche 22 novembre 1964 10e journée |        | 16e Stacchini · 51e Da Costa · 75e Menichelli |          | Stadio Comunale, Turin 14h30 45 000 spectateurs Arbitre : Sbardella |

| dimanche 29 novembre 1964 11e journée | Juventus | 0 - 0 | Lazio | Stadio Comunale, Turin 14h30 Arbitre : Monti |
| dimanche 29 novembre 1964 11e journée |          |       |       | Stadio Comunale, Turin 14h30 Arbitre : Monti |

| dimanche 13 décembre 1964 12e journée | Juventus                    | 2 - 2 | Milan                       | Stadio Comunale, Turin 14h30 Arbitre : Sbardella |
| dimanche 13 décembre 1964 12e journée | Combín 48e · Menichelli 91e |       | 59e Amarildo · 78e Ferrario | Stadio Comunale, Turin 14h30 Arbitre : Sbardella |

| dimanche 20 décembre 1964 13e journée | Roma         | 1 - 1 | Juventus       | Stadio Olimpico, Rome 14h30 Arbitre : Lo Bello |
| dimanche 20 décembre 1964 13e journée | Ardizzon 56e |       | 74e Bercellino | Stadio Olimpico, Rome 14h30 Arbitre : Lo Bello |

| dimanche 27 décembre 1964 14e journée | Inter    | 1 - 1 | Juventus   | Stadio San Siro, Milan 14h30 Arbitre : Sbardella |
| dimanche 27 décembre 1964 14e journée | Jair 50e |       | 57e Mazzia | Stadio San Siro, Milan 14h30 Arbitre : Sbardella |

| dimanche 3 janvier 1965 15e journée | Juventus          | 1 - 0 | Foggia | Stadio Comunale, Turin 14h30 Arbitre : Carminati |
| dimanche 3 janvier 1965 15e journée | Combín 83e (pen.) |       |        | Stadio Comunale, Turin 14h30 Arbitre : Carminati |

| dimanche 10 janvier 1965 16e journée | Juventus                        | 3 - 2 | Varese            | Stadio Comunale, Turin 14h30 Arbitre : Angonese |
| dimanche 10 janvier 1965 16e journée | Menichelli 14e 37e · Combín 34e |       | 31e 88e Andersson | Stadio Comunale, Turin 14h30 Arbitre : Angonese |

| dimanche 17 janvier 1965 17e journée | Lanerossi Vicence | 1 - 3 | Juventus                      | Stadio Romeo Menti, Vicence 14h30 Arbitre : Sbardella |
| dimanche 17 janvier 1965 17e journée | Savoini 35e       |       | 67e 70e Sívori · 83e Da Costa | Stadio Romeo Menti, Vicence 14h30 Arbitre : Sbardella |

- Phase retour

| dimanche 24 janvier 1965 18e journée | Juventus       | 1 - 0 | Messine | Stadio Comunale, Turin 14h30 Arbitre : Varazzani |
| dimanche 24 janvier 1965 18e journée | Menichelli 20e |       |         | Stadio Comunale, Turin 14h30 Arbitre : Varazzani |

| dimanche 31 janvier 1965 19e journée | Cagliari | 1 - 0 | Juventus | Stadio Amsicora, Cagliari 14h30 Arbitre : Lo Bello |
| dimanche 31 janvier 1965 19e journée | Riva 50e |       |          | Stadio Amsicora, Cagliari 14h30 Arbitre : Lo Bello |

| dimanche 7 février 1965 20e journée | Juventus                                     | 4 - 1 | Catane     | Stadio Comunale, Turin 15h00 Arbitre : Roversi |
| dimanche 7 février 1965 20e journée | Da Costa 27e · Menichelli 33e 55e 87e (pen.) |       | 54e Danova | Stadio Comunale, Turin 15h00 Arbitre : Roversi |

| dimanche 14 février 1965 21e journée | Mantoue     | 1 - 0 | Juventus | Stadio Danilo Martelli, Mantoue 15h00 Arbitre : D'Agostini |
| dimanche 14 février 1965 21e journée | Jonsson 88e |       |          | Stadio Danilo Martelli, Mantoue 15h00 Arbitre : D'Agostini |

| dimanche 21 février 1965 22e journée | Juventus | 0 - 0 | Atalanta | Stadio Comunale, Turin 15h00 Arbitre : Bernardis |
| dimanche 21 février 1965 22e journée |          |       |          | Stadio Comunale, Turin 15h00 Arbitre : Bernardis |

| dimanche 28 février 1965 23e journée | Bologne       | 1 - 1 | Juventus     | Stadio Comunale, Bologne 15h00 Arbitre : Sbardella |
| dimanche 28 février 1965 23e journée | Bulgarelli 2e |       | 9e Stacchini | Stadio Comunale, Bologne 15h00 Arbitre : Sbardella |

| dimanche 7 mars 1965 24e journée | Juventus                                                                                                  | 7 - 0 | Genoa | Stadio Comunale, Turin 15h00 Arbitre : De Marchi |
| dimanche 7 mars 1965 24e journée | Dell'Omodarme 43e · Stacchini 46e 58e · Leoncini 61e · Menichelli 74e (pen.) · Del Sol 82e · Da Costa 89e |       |       | Stadio Comunale, Turin 15h00 Arbitre : De Marchi |

| dimanche 21 mars 1965 25e journée | Juventus      | 1 - 0 | Fiorentina | Stadio Comunale, Turin 15h00 Arbitre : De Robbio |
| dimanche 21 mars 1965 25e journée | Stacchini 38e |       |            | Stadio Comunale, Turin 15h00 Arbitre : De Robbio |

| dimanche 28 mars 1965 26e journée | Sampdoria   | 1 - 0 | Juventus | Stade Luigi-Ferraris, Gênes 15h00 Arbitre : De Marchi |
| dimanche 28 mars 1965 26e journée | Barison 43e |       |          | Stade Luigi-Ferraris, Gênes 15h00 Arbitre : De Marchi |

| dimanche 4 avril 1965 27e journée | Juventus     | 1 - 1 | Torino      | Stadio Comunale, Turin 15h30 49 418 spectateurs Arbitre : Campanati |
| dimanche 4 avril 1965 27e journée | Leoncini 21e |       | 53e Ferrini | Stadio Comunale, Turin 15h30 49 418 spectateurs Arbitre : Campanati |

| dimanche 11 avril 1965 28e journée | Lazio | 0 - 2                   | Juventus | Stadio Olimpico, Rome 15h30 Arbitre : Francescon |
| dimanche 11 avril 1965 28e journée |       | 78e Sívori · 88e Combín |          | Stadio Olimpico, Rome 15h30 Arbitre : Francescon |

| dimanche 25 avril 1965 29e journée | Milan        | 1 - 0 | Juventus | Stadio San Siro, Milan 15h30 Arbitre : D'Agostini |
| dimanche 25 avril 1965 29e journée | Amarildo 86e |       |          | Stadio San Siro, Milan 15h30 Arbitre : D'Agostini |

| dimanche 9 mai 1965 30e journée | Juventus      | 1 - 0 | Roma | Stadio Comunale, Turin 16h00 Arbitre : Bernardis |
| dimanche 9 mai 1965 30e journée | Stacchini 65e |       |      | Stadio Comunale, Turin 16h00 Arbitre : Bernardis |

| dimanche 16 mai 1965 31e journée | Juventus | 0 - 2                | Inter | Stadio Comunale, Turin 16h00 Arbitre : Sbardella |
| dimanche 16 mai 1965 31e journée |          | 9e Suárez · 83e Gori |       | Stadio Comunale, Turin 16h00 Arbitre : Sbardella |

| dimanche 23 mai 1965 32e journée | Foggia     | 1 - 0 | Juventus | Stadio Pino Zaccheria, Foggia 16h00 Arbitre : Pieroni |
| dimanche 23 mai 1965 32e journée | Maioli 72e |       |          | Stadio Pino Zaccheria, Foggia 16h00 Arbitre : Pieroni |

| dimanche 30 mai 1965 33e journée | Varese         | 1 - 1 | Juventus    | Stadio Franco Ossola, Varèse 16h00 Arbitre : Roversi |
| dimanche 30 mai 1965 33e journée | Traspedini 36e |       | 50e Del Sol | Stadio Franco Ossola, Varèse 16h00 Arbitre : Roversi |

| dimanche 6 juin 1965 34e journée | Juventus                                  | 3 - 1 | Lanerossi Vicence | Stadio Comunale, Turin 16h00 Arbitre : Monti |
| dimanche 6 juin 1965 34e journée | Combín 18e · Da Costa 42e · Salvadore 90e |       | 30e Fontana       | Stadio Comunale, Turin 16h00 Arbitre : Monti |

#### Classement
|  |    | Classement final 1964-1965 | Pts | MJ | V  | N  | D | BP | BC | Dif |
|  | -- | -------------------------- | --- | -- | -- | -- | - | -- | -- | --- |
|  | 1. | Inter                      | 54  | 34 | 22 | 10 | 2 | 68 | 29 | +39 |
|  | 2. | Milan                      | 51  | 34 | 21 | 9  | 4 | 52 | 23 | +29 |
|  | 3. | Torino                     | 44  | 34 | 16 | 12 | 6 | 48 | 27 | +21 |
|  | 4. | Juventus                   | 41  | 34 | 15 | 11 | 8 | 43 | 24 | +19 |

### Résultats en coupe
- 1er tour éliminatoire

| dimanche 6 septembre 1964 | Alexandrie        | 1 - 2 | Juventus                       | Stadio Giuseppe Moccagatta, Alexandrie Arbitre : Bernardis |
| dimanche 6 septembre 1964 | Di Cristofaro 23e |       | 38e Menichelli · 69e Stacchini | Stadio Giuseppe Moccagatta, Alexandrie Arbitre : Bernardis |

- 2e tour éliminatoire

| mercredi 6 janvier 1965 | Juventus    | 1 - 0 | Brescia | Stadio Comunale, Turin Arbitre : Sabastio |
| mercredi 6 janvier 1965 | Del Sol 38e |       |         | Stadio Comunale, Turin Arbitre : Sabastio |

- 8e-de-finale

| mercredi 7 avril 1965 | Lecco | 0 - 2 (a.p.)               | Juventus | Stadio Rigamonti-Ceppi, Lecco Arbitre : De Robbio |
| mercredi 7 avril 1965 |       | 102e Sívori · 119e Del Sol |          | Stadio Rigamonti-Ceppi, Lecco Arbitre : De Robbio |

- Quarts-de-finale

| mercredi 5 mai 1965 | Bologne                                             | 0 - 0 (3 - 4 aux t.a.b.) | Juventus                                                  | Stadio Comunale, Bologne Arbitre : De Marchi |
| mercredi 5 mai 1965 | · Tirs au but : · Perani · Perani · Perani · Perani |                          | · : Tirs au but · Menichelli · Menichelli · Sarti · Sarti | Stadio Comunale, Bologne Arbitre : De Marchi |

- Demi-finale

| mercredi 9 juin 1965 | Juventus       | 1 - 0 | Torino | Stadio Comunale, Turin 21h15 45 588 spectateurs Arbitre : Campanati |
| mercredi 9 juin 1965 | Menichelli 65e |       |        | Stadio Comunale, Turin 21h15 45 588 spectateurs Arbitre : Campanati |

- Finale

| dimanche 29 août 1965 | Juventus       | 1 - 0 | Inter | Stadio Olimpico, Rome Arbitre : D'Agostini |
| dimanche 29 août 1965 | Menichelli 14e |       |       | Stadio Olimpico, Rome Arbitre : D'Agostini |

| 5e titre La Juventus vainqueur de la Coupe d'Italie de 1964-1965 |

### Résultats en coupe des villes de foires
- 32e-de-finale

| mercredi 23 septembre 1964 Match aller | Union Saint-Gilloise | 0 - 1      | Juventus | Stade Joseph Marien, Bruxelles 19h30 Arbitre : Finney |
| mercredi 23 septembre 1964 Match aller |                      | 35e Combín |          | Stade Joseph Marien, Bruxelles 19h30 Arbitre : Finney |

| mercredi 7 octobre 1964 Match retour | Juventus       | 1 - 0 | Union Saint-Gilloise | Stadio Comunale, Turin 21h30 Arbitre : Tschenscher |
| mercredi 7 octobre 1964 Match retour | Menichelli 18e |       |                      | Stadio Comunale, Turin 21h30 Arbitre : Tschenscher |

- 16e-de-finale

| mercredi 28 octobre 1964 Match aller | Stade français | 0 - 0 | Juventus | Parc des Princes, Paris 20h30 Arbitre : Van Ravens |
| mercredi 28 octobre 1964 Match aller |                |       |          | Parc des Princes, Paris 20h30 Arbitre : Van Ravens |

| mercredi 2 décembre 1964 Match retour | Juventus     | 1 - 0 | Stade français | Stadio Comunale, Turin 15h00 Arbitre : Bajić |
| mercredi 2 décembre 1964 Match retour | Da Costa 50e |       |                | Stadio Comunale, Turin 15h00 Arbitre : Bajić |

- 8e-de-finale

| mercredi 17 février 1965 Match aller | Juventus       | 1 - 1 | Lokomotiv Plovdiv | Stadio Comunale, Turin 15h00 Arbitre : Barbéran |
| mercredi 17 février 1965 Match aller | Menichelli 36e |       | 71e Muletarov     | Stadio Comunale, Turin 15h00 Arbitre : Barbéran |

| mercredi 10 mars 1965 Match retour | Lokomotiv Plovdiv | 1 - 1 | Juventus   | Lokomotiv Stadium, Plovdiv Arbitre : Dumitrescu |
| mercredi 10 mars 1965 Match retour | Manolov 4e        |       | 43e Mazzia | Lokomotiv Stadium, Plovdiv Arbitre : Dumitrescu |

| mercredi 14 avril 1965 Match de barrage | Juventus        | 2 - 1 (a.p.) | Lokomotiv Plovdiv | Stadio Comunale, Turin 21h15 Arbitre : Bucheli |
| mercredi 14 avril 1965 Match de barrage | Sívori 23e 101e |              | 17e Kanchev       | Stadio Comunale, Turin 21h15 Arbitre : Bucheli |

- Demi-finale

| mercredi 19 mai 1965 Match aller | Atlético Madrid             | 3 - 1 | Juventus   | Estadio Metropolitano de Madrid, Madrid 50 000 spectateurs Arbitre : Guinnard |
| mercredi 19 mai 1965 Match aller | Aragonés 48e (pen.) 52e 61e |       | 43e Sívori | Estadio Metropolitano de Madrid, Madrid 50 000 spectateurs Arbitre : Guinnard |

| mercredi 26 mai 1965 Match retour | Juventus                                           | 3 - 1 | Atlético Madrid | Stadio Comunale, Turin 21h15 15 000 spectateurs Arbitre : Finney |
| mercredi 26 mai 1965 Match retour | Menichelli 50e · Glaría 52e (csc) · Bercellino 58e |       | 82e Aragonés    | Stadio Comunale, Turin 21h15 15 000 spectateurs Arbitre : Finney |

| jeudi 3 juin 1965 Match de barrage | Juventus                                          | 3 - 1 | Atlético Madrid     | Stadio Comunale, Turin 21h15 15 000 spectateurs Arbitre : Heymann |
| jeudi 3 juin 1965 Match de barrage | Stacchini 34e · Calleja 75e (csc) · Salvadore 81e |       | 13e (csc) Salvadore | Stadio Comunale, Turin 21h15 15 000 spectateurs Arbitre : Heymann |

- Finale

| mercredi 23 juin 1965 | Juventus | 0 - 1        | Ferencváros | Stadio Comunale, Turin 21h30 30 000 spectateurs Arbitre : Dienst |
| mercredi 23 juin 1965 |          | 74e Fenyvesi |             | Stadio Comunale, Turin 21h30 30 000 spectateurs Arbitre : Dienst |

### Matchs amicaux
| jeudi 20 août 1964 | Coni | 0 - 4            | Juventus |  |
| jeudi 20 août 1964 |      | Buteurs inconnus |          |  |

| dimanche 23 août 1964 | Biellese | 0 - 3            | Juventus |  |
| dimanche 23 août 1964 |          | Buteurs inconnus |          |  |

| vendredi 28 août 1964 | Juventus         | 4 - 0 | FC Séville |  |
| vendredi 28 août 1964 | Buteurs inconnus |       |            |  |

| jeudi 17 décembre 1964 | Ivrée | 0 - 8            | Juventus |  |
| jeudi 17 décembre 1964 |       | Buteurs inconnus |          |  |

| mercredi 24 février 1965 | Pro Vercelli   | 1 - 2 | Juventus         |  |
| mercredi 24 février 1965 | Buteur inconnu |       | Buteurs inconnus |  |

| vendredi 30 avril 1965 | Pinerolo | 0 - 4            | Juventus |  |
| vendredi 30 avril 1965 |          | Buteurs inconnus |          |  |

| mardi 15 juin 1965 | Olympique lyonnais | 1 - 2 | Juventus         |  |
| mardi 15 juin 1965 | Buteur inconnu     |       | Buteurs inconnus |  |

| samedi 19 juin 1965 | Pinerolo       | 1 - 2 | Juventus         |  |
| samedi 19 juin 1965 | Buteur inconnu |       | Buteurs inconnus |  |

#### Trofeo Lanza di Trabia
| mercredi 2 septembre 1964 | Milan            | 2 - 0 | Juventus |  |
| mercredi 2 septembre 1964 | Buteurs inconnus |       |          |  |

## Effectif du club
Effectif des joueurs de la Juventus Football Club lors de la saison 1964-1965.

## Buteurs
Voici ici les buteurs de la Juventus Football Club toutes compétitions confondues.
| 17 buts - Giampaolo Menichelli 9 buts - Néstor Combín 8 buts - Gino Stacchini 7 buts - Dino Da Costa 6 buts - Omar Sívori | 4 buts - Giancarlo Bercellino - Luis del Sol 2 buts - Gianfranco Leoncini - Bruno Mazzia - Sandro Salvadore 1 but - Carlo Dell'Omodarme |